# Сільський (роз'їзд)
Сільськи́й — залізничний пасажирський роз'їзд Луганської дирекції Донецької залізниці.
Розташований на сході смт Софіївський, Краснолуцька міська рада, Луганської області на лінії Штерівка — Янівський між станціями Штерівка (5 км) та Браунівка (5 км).
Через військову агресію Росії на сході України транспортне сполучення припинене.